# Marcel Heller
Marcel Heller (Frechen, región de Renania del Norte-Westfalia, 12 de febrero de 1986) es un futbolista alemán que juega como delantero en el S. V. Straelen de la Regionalliga West de Alemania.

## Selección nacional
Ha sido internacional con la selección de fútbol sub-21 de Alemania en 11 oportunidades anotando 3 goles.

## Clubes
| Club                        | País     | Año       |
| --------------------------- | -------- | --------- |
| Sportfreunde Siegen         | Alemania | 2006      |
| Eintracht Fráncfort         | Alemania | 2007-2011 |
| M. S. V. Duisburgo (cedido) | Alemania | 2008-2009 |
| Dinamo Dresde               | Alemania | 2011-2012 |
| Alemannia Aachen            | Alemania | 2012-2013 |
| S. V. Darmstadt 98          | Alemania | 2013-2017 |
| F. C. Augsburgo             | Alemania | 2017-2018 |
| S. V. Darmstadt 98          | Alemania | 2018-2020 |
| S. C. Paderborn 07          | Alemania | 2020-2021 |
| FSV Frankfurt               | Alemania | 2022      |
| S. V. Straelen              | Alemania | 2022-     |